# Ulla Bergryd
Ulla Bergryd (Estocolmo, 25 de julio de 1942- Es, 31 de mayo de 2015) fue una actriz sueca.

## Biografía

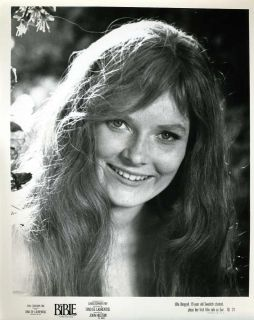
Bergryd en una imagen promocional para La Biblia (1966).

Bergryd tenía 23 años y era una estudiante de modelaje y antropología que vivía en Gotemburgo, Suecia, cuando fue descubierta por un cazatalentos, que la fotografió en un museo allí, y luego la contrató para interpretar a Eva en la película épica La Biblia de John Huston en 1965. En una entrevista para The Pittsburgh Press, Bergryd recordó la experiencia:
«Me sorprendió especialmente el hecho de que comencé a trabajar cuatro días después de firmar el contrato. Aunque siempre me han interesado las películas y el teatro, nunca había visto ningún rodaje real, y todo fue muy emocionante.»
La actuación de Bergryd en la película fue notada por algunas reseñas de la misma. Un escritor de la revista española Semana escribió: «Yo opino que, realmente, si la primera mujer del mundo tiene que parecerse a otra de la actualidad, esta otra mujer no es otra que Ulla Bergryd, por su juventud, su dulzura, su serena belleza y ese no sé qué enigmático y fascinante [...]».
En 1967 asumió el pequeño papel de turista junto a Thomas Fritsch en la comedia de cine greco-sueca Epiheirisis Apollon («Apolo en vacaciones»). Fue la última aparición de Bergryd en cámara.
Luego se retiró de la actuación y se convirtió en profesora en la Facultad de Sociología de la Universidad de Estocolmo. Ella coescribió libros sobre la materia con Gunnar Boalt.
Bergryd murió el 31 de mayo de 2015 a la edad de 72 años.

## Filmografía
- La Biblia (1966) como Eva
- Epiheirisis Apollon (1968) como Turista